# Anderson-Nunatakker
Die Anderson-Nunatakker sind eine Gruppe von Nunatakkern im westantarktischen Ellsworthland, die das nordöstliche Ende der Sweeney Mountains bilden.
Entdeckt und fotografiert wurden sie bei der US-amerikanischen Ronne Antarctic Research Expedition (1947–1948). Der United States Geological Survey kartierte sie anhand eigener Vermessungen und mithilfe von Luftaufnahmen der United States Navy zwischen 1961 und 1967. Das Advisory Committee on Antarctic Names benannte die Nunatakker nach Richard E. Anderson, Flugzeugelektroniker bei den Aufklärungsflügen an Bord einer R4D im Jahr 1961, darunter der Flug am 4. November zwischen der Byrd-Station und der Eights-Küste.